# Maladie cardiovasculaire
 Mise en garde médicale
Une maladie cardiovasculaire, ou maladie cardioneurovasculaire, est une maladie qui concerne le cœur et la circulation sanguine. Dans les pays occidentaux, son expression la plus courante est la maladie coronarienne, responsable de l'angine de poitrine ou encore des infarctus.
Les maladies cardiovasculaires touchent plus certaines catégories de population (ouvriers, personnes exposées à certaines pollutions, personnes obèses, etc.) et leur prévalence régionale est marquée comme en France, à la fin du XXe siècle dans le Nord-Pas-de-Calais, l'Alsace, l'Auvergne et récemment l'Île-de-France, quatre régions nettement plus touchées que les autres régions et la moyenne nationale, comme pour plusieurs types de cancers. Elles comptent souvent parmi les facteurs qui diminuent le plus l'espérance de vie d'une population et semblent être un facteur de risque de dépression (chez les jeunes filles au moins).
Pour les premiers secours en cas d'un infarctus du myocarde, voir Infarctus du myocarde#Premiers secours. Pour les premiers secours en cas d'arrêt cardiorespiratoire, voir Réanimation cardiopulmonaire#Principes et pratique de la réanimation cardiopulmonaire.

## Typologie
Les maladies cardioneurovasculaires regroupent principalement :
- les cardiopathies coronariennes (affectant l'irrigation sanguine du muscle cardiaque) ;
- les maladies cérébrovasculaires (affectant les vaisseaux sanguins qui alimentent le cerveau) ;
- les artériopathies périphériques (affectant principalement les vaisseaux sanguins qui alimentent les jambes) ;
- les cardiopathies rhumatismales (affectant le muscle et les valves cardiaques, séquelle d’un rhumatisme articulaire aigu causé par le streptocoque) ;
- les cardiopathies congénitales (notamment les malformations du cœur déjà présentes à la naissance) ;
- les thromboses veineuses profondes et les embolies pulmonaires (obstruction des veines des jambes par un caillot sanguin, susceptible de se libérer et migrer vers le cœur et les poumons).

Le mécanisme le plus courant à l'origine des trois premières est l’athérosclérose, qui obstrue les vaisseaux sanguins alimentant ces organes (du fait d’un dépôt gras sur leurs parois internes).
On distingue :
- Maladies coronariennes
  - Angine de poitrine (ou angor)
  - Infarctus du myocarde
- Maladies du muscle cardiaque
  - Cardiomyopathie
  - Insuffisance cardiaque
- Maladies des valves cardiaques
  - Endocardite
  - Valvulopathie cardiaque
- Maladie du péricarde
  - Péricardite
- Maladies du rythme ou de la conduction cardiaque (rythmologie)
  - Syncope d'origine cardiovasculaire
  - Trouble de la conduction cardiaque
  - Trouble du rythme cardiaque
- Maladies des vaisseaux
  - Anévrisme
  - Artériopathie oblitérante des membres inférieurs
  - Dissection aortique aigüe
  - Hypertension artérielle pulmonaire
  - Maladie thromboembolique
- Autres
  - Arrêt cardiorespiratoire
  - Cardiopathie congénitale
  - Hypertension artérielle
  - Hypotension artérielle
  - Tumeurs du cœur (myxome cardiaque)
  - Syndrome d'Adams-Stokes.

## Facteurs de risque
Les principaux facteurs de risque cardiovasculaire sont l'hypercholestérolémie, l'hypertension, les diabètes, l'excès de poids et le tabagisme, qu'il soit actif ou passif. Les maladies cardiovasculaires résultent d'une accumulation de ces facteurs de risque qui entraînent des altérations du code génétique et du métabolisme des graisses dans l'organisme.
Ils accélèrent considérablement le phénomène physiologique d'athérosclérose entraînant un remaniement réversible de la paroi des artères : l'athérome.
Aux États-Unis, le plomb présent dans l'environnement (en particulier les plomberies, les peintures ou l'essence) a été identifié comme facteur pouvant contribuer à ces maladies.
En France, les risques cardiovasculaires augmentent de 80 % pour les personnes au chômage.

## Prévention
La vaccination contre les infections virales contribue à la prévention des maladies cardiovasculaires.

## Épidémiologie
Cela concerne pour la France plusieurs centaines de milliers de personnes. Il s'agit de la deuxième cause de décès (juste après le cancer) chez l'homme et la première cause chez la femme (données 2008). En Europe, elles sont responsables d'un peu moins de la moitié des décès (d'un tiers des décès avant 75 ans).
Le taux de décès à la phase aigüe de l'infarctus s'est amélioré, passant de 8,8 % à 4,4 % d'après la dernière étude (2006) depuis qu'une prise en charge urgente est réalisée dès les premiers symptômes. On recense 70 000 à 100 000 décès par mort subite de l'adulte chaque année et au total, les maladies cardio-vasculaires tuent 150 000 à 180 000 personnes par an, ce qui en fait la première cause de mortalité du pays selon les années.
Aux États-Unis, les maladies cardio-vasculaires sont responsables d'un peu plus d'un décès sur quatre. Le coût total (y compris la perte en productivité) est estimé à plus de 300 milliards de dollars en 2009.
L'OMS chiffre à environ 1⁄3 des décès dans le monde ceux causés par les maladies cardiovasculaires.
La réduction des facteurs de risque cardiovasculaire et la meilleure prise en charge thérapeutique ont permis cependant de diminuer de près de moitié le nombre de décès d'origine cardiaque aux États-Unis entre 1980 et 2000. Dans ce même pays, à peu près un tiers des décès sont d'origine cardio-vasculaire et un décès sur cinq est secondaire à une maladie des artères coronaires. Un décès sur huit implique une insuffisance cardiaque (données 2005).
Si plus de personnes étaient formées aux gestes de premiers secours, on estime que l'on pourrait passer de 2 % à 20 % de survie à une mort subite (en 2004, environ 6 % seulement de la population française est formée aux gestes de premiers secours).